# 加藤橘夫
加藤 橘夫（かとう きつお、1907年（明治40年）3月28日 - 1992年（平成4年）8月17日）は、日本の体育学者。東京大学名誉教授。大阪体育大学名誉教授。

## 経歴
東京出身。1932年（昭和7年）、東京帝国大学教育学科を卒業。厚生省体育官などを経て、1950年（昭和25年）に東京大学教授に就任。東大では教養学部教授の他に学生部、厚生部課などの業務も兼任し、ヨット部部長もつとめた。
1967年（昭和42年）に東大を退職後、大阪体育大学教授となる。1975年（昭和50年）9月、大阪体育大学学長に就任。1992年（平成4年）8月17日、85歳で死去。
戦後、体育を大学の正課とするように尽力した。また日本体育学会の創立に加わり、理事長、会長をつとめた。

## 著書・編書
- 『体育学講座』 日本スポーツ出版協會、1949年
- 『スポーツの社会学』 世界書院、1951年、全国書誌番号:51004409
- 『体育概論』 東京大学出版会、1955年
- 『保健体育概論』 重田定正との共著、東京大学出版会、1957年、全国書誌番号:57004352
- 『高等学校体育理論 : 方法と資料』 加藤橘夫, 前川峯雄監修、世界書院、1957年、全国書誌番号:57005431
- 『中学校高等学校スポーツ指導叢書』 加藤橘夫, 前川峯雄監修、世界書院

1. 「チーム・スポーツ」 1957年、全国書誌番号:48007761
2. 「個人スポーツ」 1958年、全国書誌番号:48007762
3. 「レクリエーション・スポーツ」 1958年、全国書誌番号:48007763

- 『体育実践記録』 江橋慎四郎、加藤橘夫、丹下保夫編、ベースボールマガジン社

1. 「仲間づくりの体育」 1961年、全国書誌番号:62000701
2. 「おくれた子どもの体育指導」 1961年、全国書誌番号:62001601
3. 「運動会と課外体育」 1962年、全国書誌番号:62000533

- 『講座現代レクリエーション』 加藤橘夫等編、ベースボール・マガジン社

1. 「レクリエーション概論」 1963年、全国書誌番号:54001497
2. 「地域社会とレクリエーション」 1961年、全国書誌番号:54001499
3. 「レクリエーション指導」 1962年、全国書誌番号:54001498
4. 「職場とレクリエーション」 1962年、全国書誌番号:54001500

- 『体育論講義』 東京大学出版会、1962年、全国書誌番号:66001149
- 『学校での体力づくり : その理論と方法』 加藤橘夫等著、講談社、1965年、全国書誌番号:65011422
- 『スポーツの科学的指導』 加藤橘夫、黒田善雄、豊田博編、不昧堂書店

1. 1969年、全国書誌番号:71020234
2. 1971年、全国書誌番号:71018305
3. 1973年、全国書誌番号:71018306
4. 1976年、全国書誌番号:71018307

- 『青少年の体格と体力』 加藤橘夫、前川峯雄、猪飼道夫編、杏林書院・体育の科学社、1970年、全国書誌番号:71010936
- 『加藤橘夫著作選集』 ベースボール・マガジン社

1. 「体育学事始」 1985年6月、ISBN 4-583-02523-8
2. 「体育学随想」 1985年7月、ISBN 4-583-02524-6
3. 「スポーツの社会学」 1985年9月、ISBN 4-583-02525-4
4. 「スポーツ科学の黎明」 1985年10月、ISBN 4-583-02526-2

## 翻訳書
- 『体育の世界史 : 文化的・哲学的・比較研究的』 D.B.ヴァンダーレン(Deobold B. Van Dalen), E.D.ミッチェル(Elmer D Micher), B.L.ベネット(Bruce Lanyo Bennett)著、ベースボール・マガジン社、1958年、全国書誌番号:58011608
- 『近代イギリス体育史』 P.C.マッキントッシュ(Peter C McIntosh)著、田中鎮雄との共訳、ベースボール・マガジン社、1960年、全国書誌番号:61000555
- 『サーキット・トレーニング』 R.E.モーガン(Ronald Ernest Morgan), G.T.アダムソン(Graham Thomas Adamson)著、窪田登との共訳、ベースボール・マガジン社、1961年、全国書誌番号:61002067
- 『陸上競技チャンピオンへの道』 パーシー・セルッティ (Percy Cerutty) 著、小田海平との共訳、ベースボール・マガジン社、1963年、全国書誌番号:63010186
- 『体力づくりのプログラム : ダイナミック・ヘルス』 T.K.キュアトン(Thomas Kirk Cureton)著、松尾昌文との共訳、ベースボール・マガジン社、1972年、全国書誌番号:71010698
- 『ボール・スキル : その心理学的考察』 H.T.A.ホワイティング(Harold Thomas Anthony Whiting)著、鷹野健次、石井喜八との共訳、ベースボール・マガジン社、1973年、全国書誌番号:71014428
- 『近代イギリス体育史 改訂増補版』 P.C.マッキントッシュ著、田中鎮雄との共訳、ベースボール・マガジン社、1973年、全国書誌番号:71014510
- 『体育の世界史 : 文化的・哲学的・比較研究的 新版』 D.B.ヴァンダーレン, B.L.ベネット著、ベースボール・マガジン社、1976年、全国書誌番号:71016628